# Лудвиг Ланден
Лудвиг „Луц” Ланден (Келн, 6. новембар 1908 — Келн 14. октобар 1985) бивши је немачки кајакаш који се такмичио на Олимпијским играма 1936. у Берлину. Веслао је у пару са својим земљаком Паулом Веверсом.

## Спортска биографија
Лудвиг Ланден је освојио Европско првенство 1936. у кајаку четвороседу К-4 на 1.000 метара. Заједно са Паулом Веверсом, освојио је немачко првенство у кајаку двоседу К2 на 10.000 метара.  
На Летњим олимпијским играма 1936. у Берлину, он и Веверс су постали први олимпијски победници у дисциплини класичног кајака двоседа К-2 на 10.000 метара, јер су кајак и кану први пут били у званичном програму олимпијских игара.
Лудвиг Ланден, са надимком „Луц”, био је члан кајакашког клуба из Келна. Иако је био такмичар у воденом спорту, никад није научио пливати.